# GoPro
GoPro je americký výrobce sportovních a outdoorových digitálních Full HD kamer. Značka GoPro vstoupila na trh v roce 2005 a je plně vlastněna společností Woodman Labs, Inc.

## Historie
První historie značky GoPro se připisují, jejímu zakladateli Nicku Woodmanovi. Nick je a byl vášnivý surfař a napadlo jej, aby mohl sdílet svoje zážitky z cest a surfařských výletů, tak si na svoji hlavu přilepoval pomocí izolepové pásky ještě velkou standardní kameru. Napadlo ho, že sestrojí menší, pohodlnější kameru, aby mohl sdílet své zážitky z cest. Myšlenka ho napadla v roce 2002, když byl na dovolené v Austrálii a Indonésii.

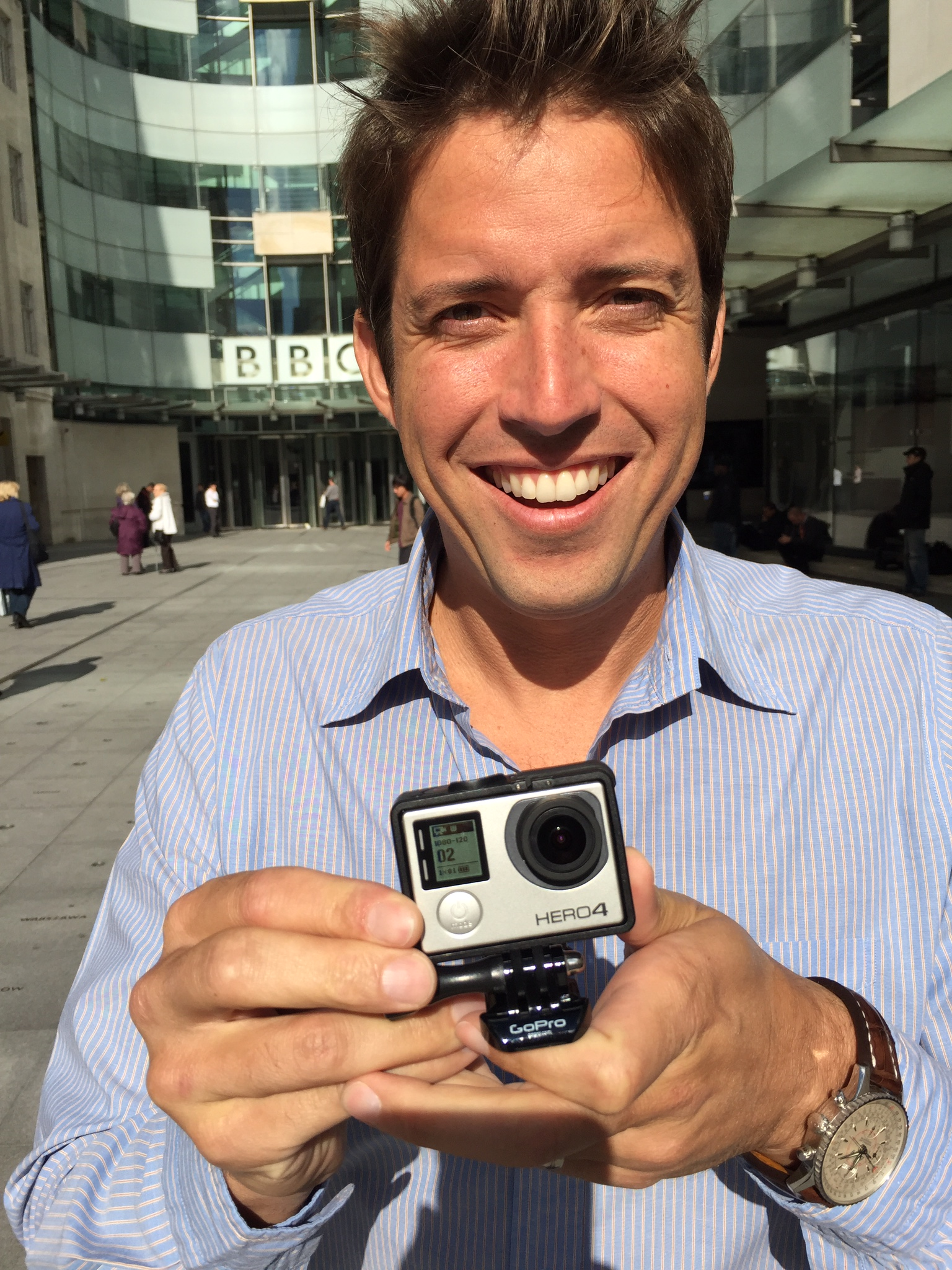
Zakladatel Nick Woodman

### Začátky
Začátky Nicka byly velice špatné. Neměl dostačující kapitál, aby založil firmu, která by se věnovala výrobě kamer. Začal tedy po celé Severní Americe prodávat suvenýry z cest. Byly to především mušle, opasky z mušlí a korálků, které přivezl z Bali.

## Produktové řady

### HERO kamery
Původní model GoPro HERO 35mm: All-Season Sports Camera byl na trh uveden 13. dubna 2005, který stále ještě používal filmový pás a trh nezaujal. Obrat přišel až roku 2007, kdy Woodman uvedl svůj první digitální model Digital HERO 3. V roce 2014 začala společnost prodávat HERO3+ v různých barvách. Byla schopná natáčet v poměru stran 16:9 a podporovala 4K UHD video a 12MP fotografie. Modul HERO4 byl představen dne 24. září 2014. Téměř každý rok přicházejí nové, vylepšené modely kamer.

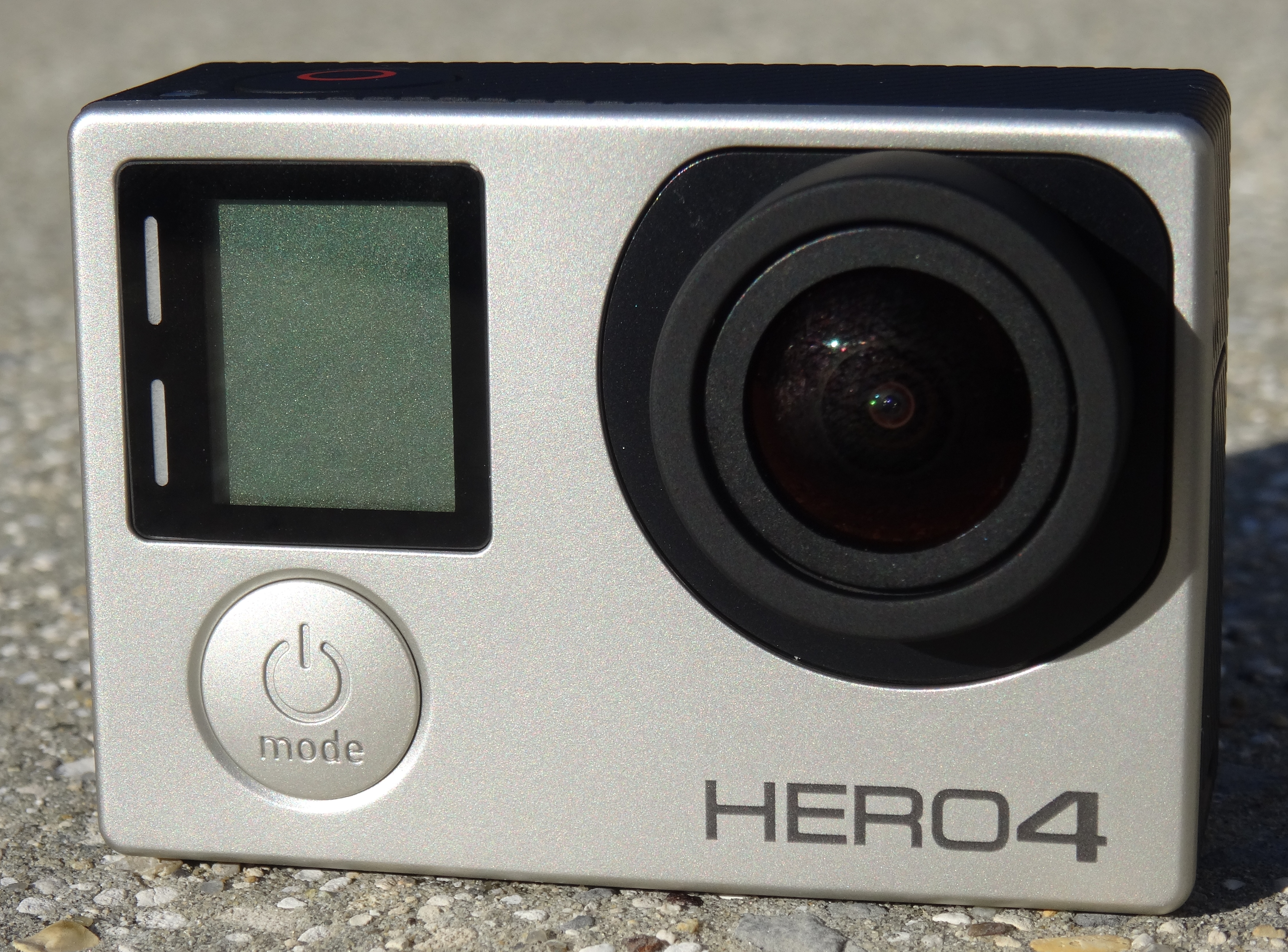
GoPro Hero 4 Silver Edition
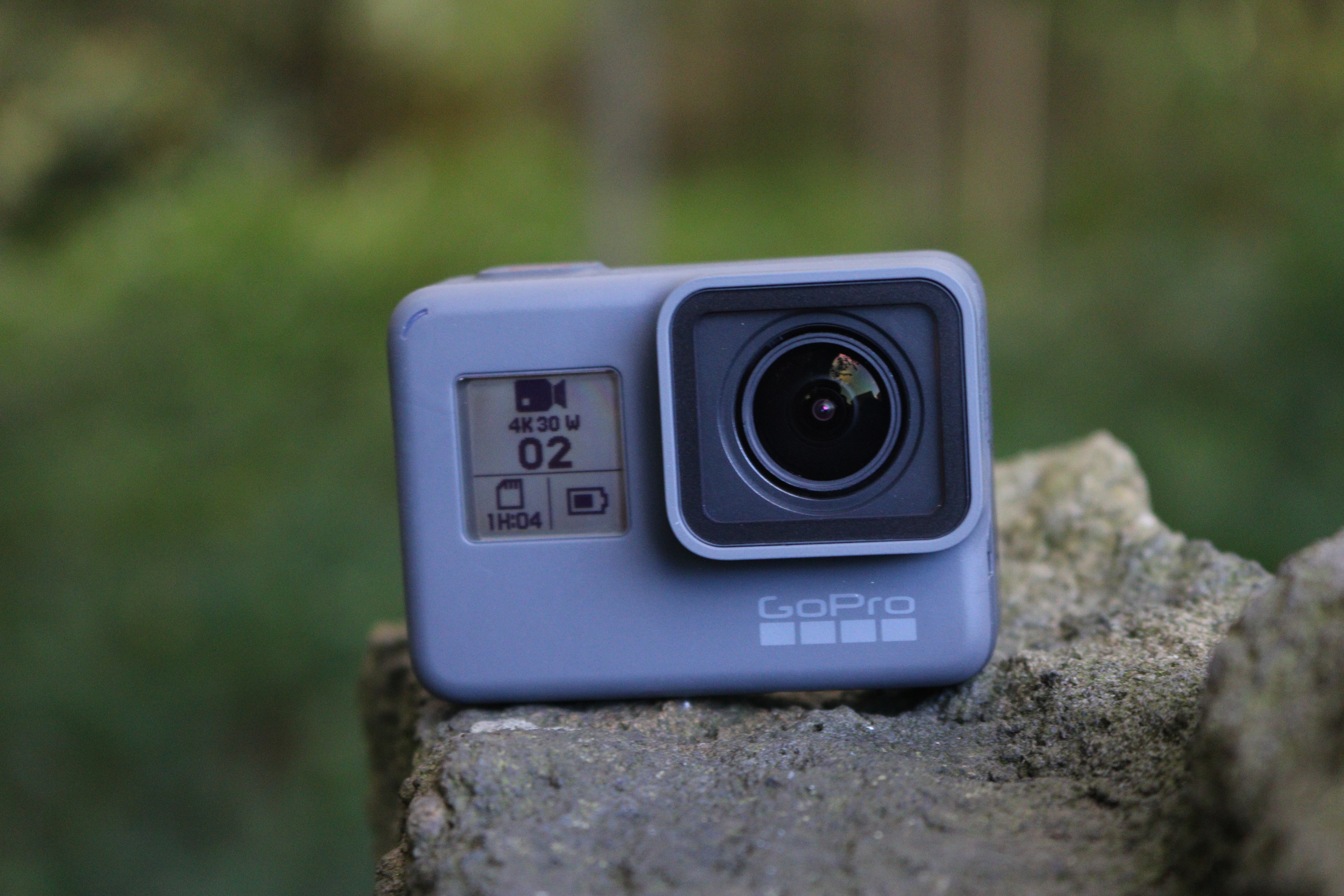
GoPro Hero 5 Action Camera

### GoPro KARMA dron
GoPro KARMA je létající dron, který se začal prodávat 23. října 2016. GoPro Karma dron zahrnuje Drone, ovladač, stabilizátor, Karma Grip a pouzdro. Dron vydrží létat asi 20 min. Stabilizátor lze vyjmout a připevnit ke karma, který lze prodávat samostatně. Karma umožňuje pohled POV nebo normální pohled bez jakéhokoliv chvění. Karma má více než 1 hodinu výdrž baterie.

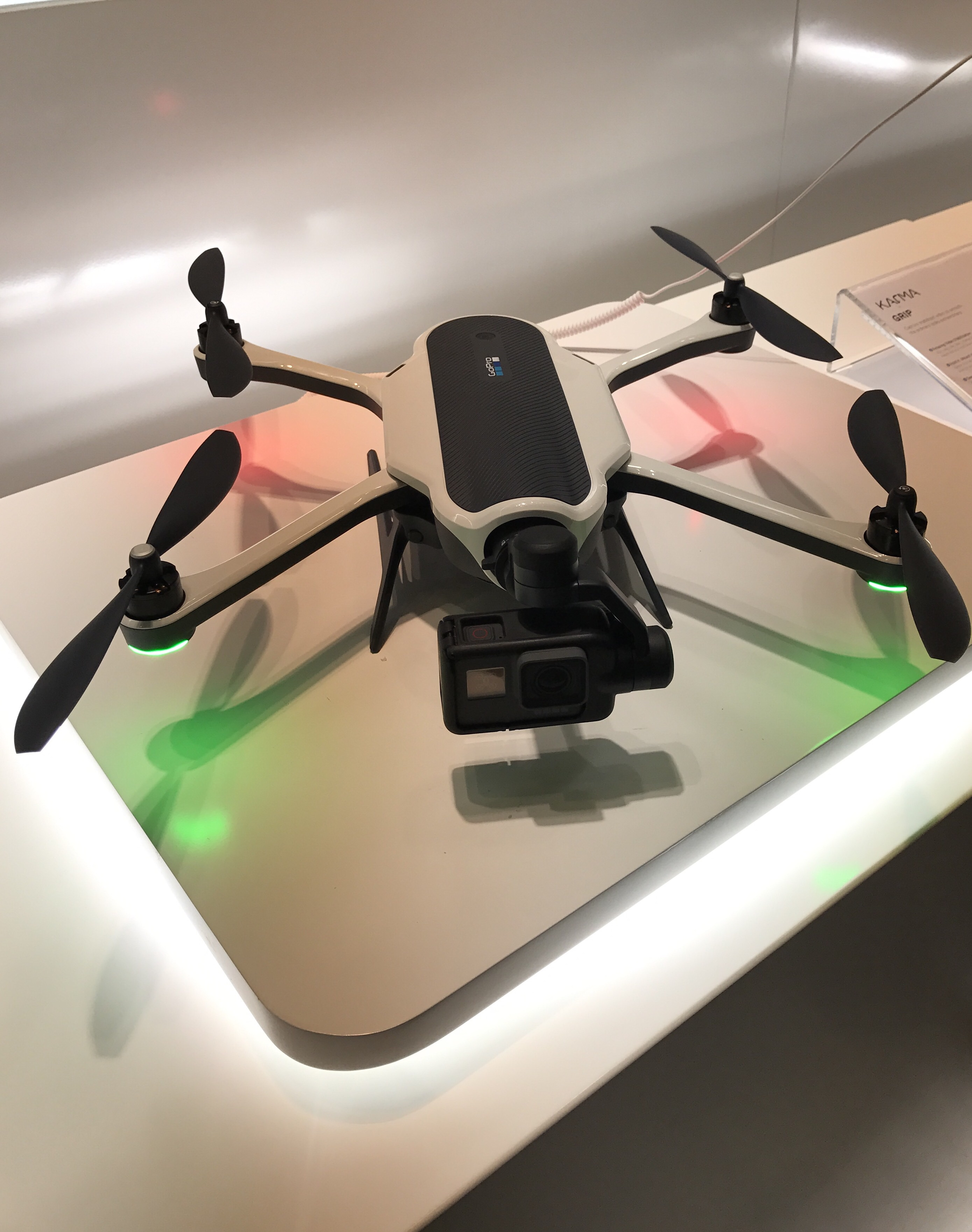
GoPro KARMA dron

### Příslušenství
GoPro vyrábí pro své kamery různé montážní příslušenství, včetně 3pásmového držáku, přísavky, hrudního postroje, ohebných upínacích čelistí, postroj na psa, držák na surf atd.

### Editace videa
Společnost vyvinula GoPro Studio, jednoduchý software pro editaci videa pro úpravu záznamů z fotoaparátu vydaným v říjnu 2014.

### Použití
Kamery GoPro jsou vyvinuty k nátáčení a vyfocení všech situací. Můžeme je tedy používat v jakémkoliv sportu či při normálních aktivitách. Jsou určeny jak pro profesionály, tak také pro začátečníky. Kameru používají profesionální lyžaři, surfaři, cyklisti, a mnoho dalších. Úkolem kamer je pomocí nich zachytit a sdílet životní zážitky.